# メイン平
メイン 平（メイン たいら、MAIN Taira、2000年9月5日 - ）は、ジャパンラグビーリーグワンリコーブラックラムズ東京に所属するラグビー選手。

## プロフィール
- 宮崎県宮崎市出身[1]。
- ポジションはスタンドオフ(SO)、センター(CTB)、フルバック(FB)。
- 身長 180 cm、体重 92 kg
- ニックネームはピョン。
- 日本代表キャップは1。（2022年6月18日現在）
- 父はニュージーランド人、母は日本人[2]。
- 7人制ユース日本代表に選ばれたことがある[3]。

## 略歴
4歳からラグビーを始めた。
2018年、御所実業高校卒業後、ニュージーランドのクラブチームであるノースハーバーマリストを経て、2020年、リコーブラックラムズ(現・リコーブラックラムズ東京)に加入。
2021年2月20日にジャパンラグビートップリーグ第1節パナソニック ワイルドナイツ戦に途中出場で公式戦初出場を果たす。
2022年6月18日に行われたリポビタンDチャレンジカップ2022ウルグアイ戦にて途中出場で日本代表初キャップを獲得した。